# Трачун Олександр Йосипович
Олександр Йосипович Трачун (нар. 1936) — український розробник та виробник фотоапаратів; фотограф. Кандидат технічних наук (1978).

## Життєпис
У 1958–1995 роках працював на заводі «Арсенал». Входив до кола винахідників одного з перших дзеркальних фотоапаратів з автоматичним керуванням експозицією — «Київ-10» (1964). Також Олександр Трачун керував колективом із виготовлення спеціальної фототехніки для космічних досліджень в СРСР, зокрема фотоапаратури для спільного радянсько-американського космічного польоту за програмою «Союз» — «Аполлон» (1975).
Автор кількох галузевих та державних термінологічних стандартів із фототехніки (1990-ті). Автор десятків публікацій у фотогалузі.

## Джерело
- Трачун, Олександр Йосипович. Фотографія в Україні. 1839–2010. — Харків: САГА, 2010.

| українська персоналія | Це незавершена стаття про особу, що має стосунок до України. Ви можете допомогти проєкту, виправивши або дописавши її. |

1. ↑  Identifiants et Référentiels — ABES, 2011.
2. 1 2 3  Чеська національна авторитетна база даних